# 阮氏珠
正妃阮氏珠（越南语：／；？—？）是越南鄭阮紛爭時期阮主阮福淳的妃嬪。
阮氏珠祖籍在清化宋山縣，其父是碩郡公阮久策。睿宗阮福淳南逃至嘉定城後與阮氏珠失散，下落不明，生死不知。依照阮朝慣例，失蹤者不書死，以表明不忍其死的態度，所以沒有將其追尊為“孝定皇后”，也未在史書中為其立傳。
阮氏珠與阮福淳生有獨女阮氏玉淑，後嫁威武衞尉宋文盛。

## 腳注
1. ↑  《阮福族世譜》，順化出版社，1995年，184頁。